# 姜阿新
姜阿新（1901年2月19日—1982年），字懋熙，出身於北埔姜家，為金廣福墾首姜秀鑾後代。畢業於台北國語學校（即台北師範學校前身），曾於日本東京明治大學就讀，擔任過由日本政府集中茶葉工廠所統一運作管理的竹東茶葉株氏會社董事長，並於1946年籌組永光公司，茶葉大都銷往香港、日本，因此有台灣「茶虎」的美譽，逝世於1982年。

## 早年

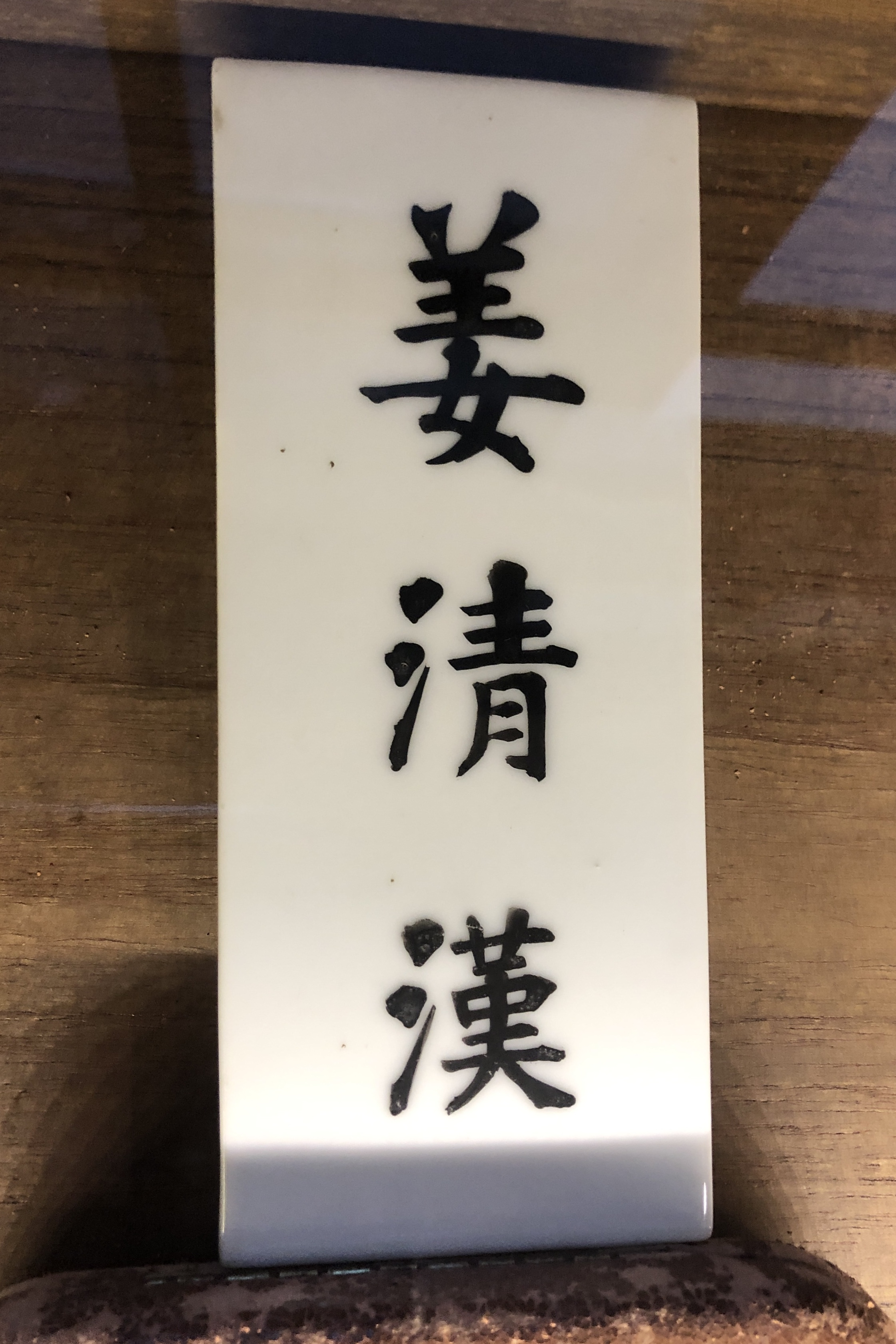
姜清漢的門牌，現存於姜阿新洋樓保存

姜阿新1901年出生於新竹廳竹北一保花草林（今寶山鄉面盆寮），本姓蔡，為姜清漢之養子。姜阿新屬於姜榮華（姜阿新的曾祖父）長房姜金發（姜阿新的祖父）之後，姜金發於18歲英年早逝，過世時僅有一子姜清相，之後又抱養姜清漢（姜阿新的父親），其入嗣無生育，故姜阿新自幼入嗣為其養子。
1915年於北埔公學校畢業，進臺北國語學校國語部。1919年到日本東京明治大學法科專門部就讀一年。
1932年田中利七任北埔庄長時聘其為「助役」（秘書），並於1935年繼承家產。其年輕時期屢有投入事業的企圖卻屢遭父親反對，直到姜阿新背著姜清漢在祖業內大坪、四十二分等地造林有成後，其父才同意出資讓姜阿新投入事業。:15-16

## 事業

### 台灣日治時期
大學畢業前，姜阿新因家鄉事業緣故，中途退學，於昭和七年（1932年）被派任北埔庄役場助役，兩年之後，辭去助役，轉而投入於地方經濟。

#### 茶葉
1930年代姜阿新在日本「三井農林株式會社」岩倉一馬支持以及本地製茶師傅協助下，擁有多間茶廠。昭和年間世界市場對台灣紅茶需求大增，造成台灣的紅茶熱。
- 昭和五年（1930）北埔製茶業者才剛開始實現製茶的機械化。當時的製茶方式為機械製茶工廠和傳統手工製造並行，前者主要製造紅茶；後者則是包種茶和烏龍茶。姜阿新是當時推動機械化製茶的重要人物。 日後姜阿新所推動的「北埔茶業組合」其製茶實力亦受到肯定，遂與「三井物產」結合。[2]

- 昭和八年（1933）田中利七擔任北埔庄長時，姜阿新擔任助役，積極推廣地方產業、鼓勵庄民用優良茶種擴大茶園面積，並在北埔口建設擁有最新設備的紅茶製造廠。6月12日舉辦高級茶品評會，審查對於北埔高級茶，不論其色澤、香味皆有極高評價。時任北埔庄助役姜阿新於同年6月15日將北埔茶帶至台北讓北部茶商們品評，並由台灣茶共同販賣所委託販售，結果由台灣總督府官員以百斤千圓價格買去。而當時台灣高級烏龍茶價格百斤不過一百多圓，北埔高級茶則以百斤千圓的價格高價賣出。[3]姜阿新籌組「北埔茶葉組合」[4]，先後設置製茶工廠有：北埔茶場（昭和九年）；增購峨眉茶廠（昭和十年）；購置橫山茶廠、五峰茶廠、大坪茶廠（昭和十一年）。

- 昭和九年（1934）姜阿新與三井農林會社合作在北埔口建立擁有當時最新設備的紅茶製造工場，在陳阿球先生的指導下於該年春天生產紅茶，帶動了北埔製作紅茶的輝煌期。北埔茶業組合製茶工場名義上負責人是庄長田中利七，但實際經營者是擔任北埔茶葉組合專務理事的姜阿新。[1][5]

- 昭和十四年（1939），姜阿新經營的北埔庄茶業組合擁有最具規模的兩家北埔與大坪工場，不但是當時台灣組合工場中的大規模工廠，也擁有當時的最新機械化設備。

- 昭和十五年（1940）由於中日戰爭爆發，台灣總督府為了資助戰爭之用想更有效的管控台灣茶葉資源，頒布「茶製造業取締規則」要求製茶工廠的整合，主要整合一區域內的茶農和製茶業者，達到一區域一製茶的目的。

- 昭和十六年（1941）4月北埔茶葉組合統合竹東郡轄下的竹東、北埔、峨嵋、草山、芎林、橫山等各街庄茶廠改組為「竹東製茶株式會社」，並由其擔任社長，顯示其在茶葉經營上的成功也讓他在竹東地區的茶業有很大的影響力。

日本戰敗後，臺灣總督府依據統制經濟政策下達的同一業種合併的命令失效，於是解散竹東株式會社，把所屬茶廠歸還原業主各自經營。
此外，依據《新竹縣志》記載，姜瑞昌擔任庄長時，姜阿新任其秘書，兩人對茶葉的推廣不遺餘力。青心大冇成為北埔栽植的主力茶種，似與其有極大關係。兩人亦為北埔茶（膨風茶）聲譽的功臣，由於北埔地形與氣候適合茶樹生長，自清末開始種茶製茶後便成為台灣有名的優良茶產地。:17北埔茶葉以「膨風茶」聞名，別名「東方美人茶」、「椪風茶」，為台灣烏龍茶中最高品質代表，產於夏季，為以受到小綠葉蟬咬食過的青心大冇種茶樹的嫩葉，手採一心一葉或一心二葉的嫩葉為茶菁，經重度發酵後製成的烏龍茶。
在行銷上，姜阿新以三星（Three Star）為商標出口「Ho-ppo tea」(北埔茶)，並於國際市場打下響亮名號。其使用類似白蘭地的皇家標誌，讓國際市場上的買家能夠輕易認出Ho-ppo tea。在Ho-ppo tea出現以前，國際上的茶葉市場以大吉嶺茶最為珍貴，但在Ho-ppo tea出現後，大吉嶺茶即相形遜色。

#### 木材
昭和十四年（1939年），姜氏創設北埔新南製材所，開發木材事業，昭和十八年（1943年），將北埔新南製材所改組為「竹東農業興業株式會社」。

### 台灣戰後
民國35年（1946）「竹東製茶株式會社」與「竹東農業興業株式會社」合併為永光股份有限公司，在台北市重慶南路一段及竹南鎮分設兩家分公司，除了開展製茶事業也投入林木、製糖、運輸等產業，竹南分公司有規模宏大之製材所，專辦林務及木材業。期間與怡和洋行、三井株式會社往來密切，其事業曾盛極一時，為了接待來客因而興建了「姜阿新洋樓」。:14-16
- 民國36年5月（1947年），在二重埔創建製茶工廠，為了直接出口，將北埔粗製廠改設為精製茶廠，另在北埔建全省規模最大之粗製茶廠。

- 民國37年10月（1948年），附設製糖部門—北埔糖廠，以應蔗農之要求。

- 民國42年（1953年），竹南公司改組為獨立之「永光林業有限公司」。該公司對於戰後經濟蕭條，農村社會的困苦窘境，起了帶動民生經濟之作用。其新式茶廠多，足以供應戰後大量的茶葉需求，銷往英、美、南非、北非、香港等地，年產量超過九十萬台斤。

永光公司戰後主要的合作對象為怡和洋行，永光公司將完成的粗製紅茶，經過再製後，銷往歐美各國。時值世界紅茶市場需求殷切，怡和洋行要求永光公司無限量供應紅茶，並全力支援永光公司所需資金。
1950年後，南洋重要茶葉生產區已陸續恢復生產，台灣茶業在國際失去優勢，姜阿新的大型製茶廠面臨危機，與怡和洋行間的合作關係也發生問題，1954年永光公司已成為華美茶行的代工廠，由於茶業大環境的衰退、缺乏現代化的經營管理策略以及大量借貸等原因，造成永光公司處境困難，最終於1965年以失敗破產告終，結束茶業經營，:14-28但其為台灣光復初期民生復甦所做的貢獻功不可沒。

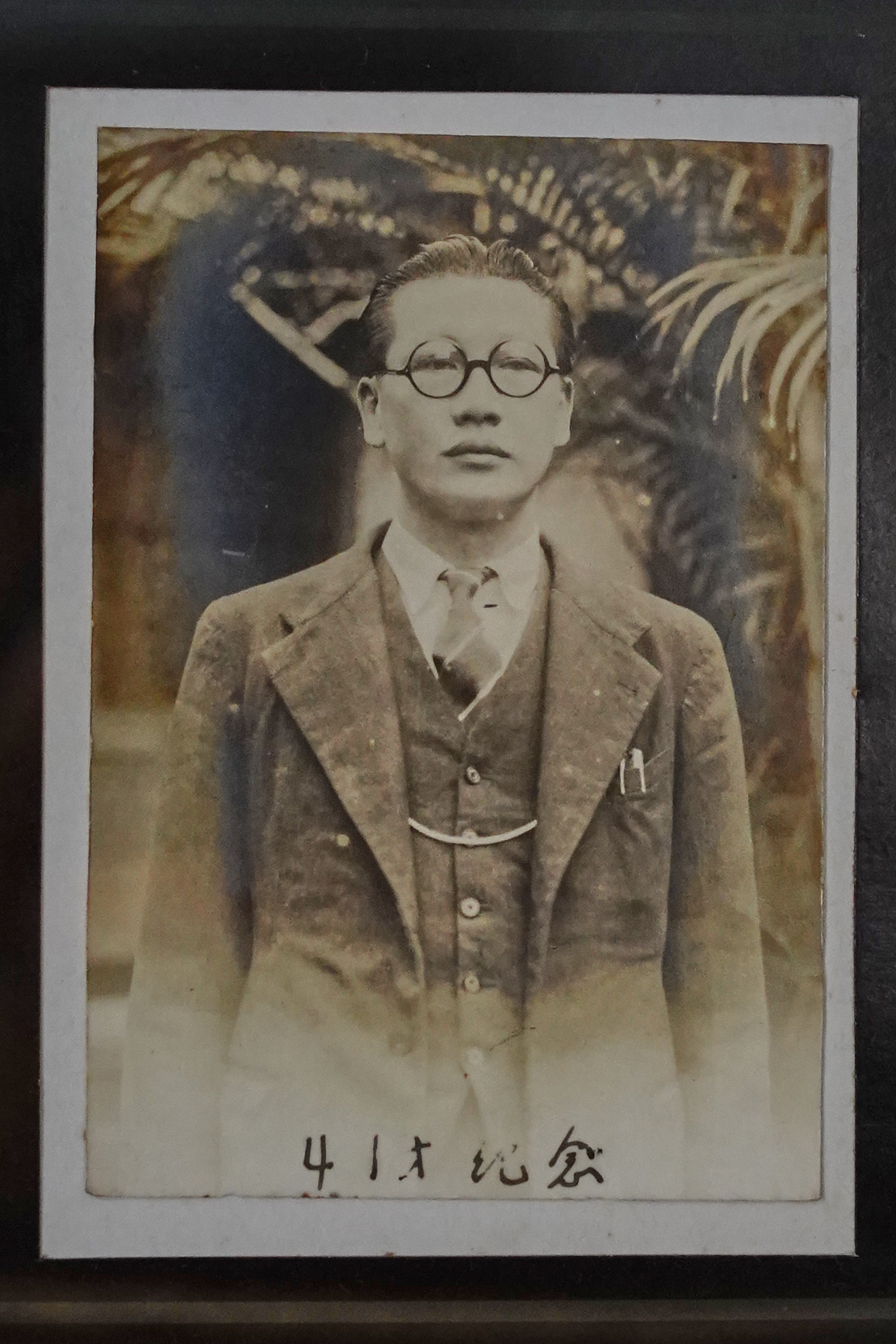
姜阿新（懋熙）41歲的攝影紀念

## 政治
民國40年（1951年），台灣省臨時議會成立，改選臨時省議員，以高票當選省議員。任內以社會公益，服務人群為懷，振興工商業造福民生，反映民意，穩定民生經濟，匡助政府建設地方，亦在體育領域不遺餘力地貢獻。

## 晚年
1965年結束茶葉生產和相關產業，舉家搬遷台北，最終於1982年去世。:14

## 姜阿新洋樓

### 簡介與歷史
洋樓建造於1946年至1949年，除了當成自宅，也讓姜阿新有較氣派的廳堂招待客戶。洋樓主要是由年輕的建築師彭玉理負責設計，同時也是他的遠房侄子；實作則由鍾娘德與德發組負責，所僱用的師傅皆是當地人。1960年代姜阿新事業走下坡，洋樓被合作金庫買走，直到吳東昇向合庫承租此建物，才開始投入洋樓的整理。此建築於2001年被認定為新竹縣縣定古蹟、2012年姜家後代將洋樓買回，但建築本身仍有許多受損，經新竹縣政府委託民間事務所自2017年展開修復。其間因施工時發現許多隱蔽部分與設計圖不符，加上鋼筋鏽蝕因素辦理變更設計，工程延至2018年完成。

### 格局與建材
洋樓的地基是其父姜清漢一房的祖傳家產，因原住所天水堂橫房太小，加上姜阿新需要一間招待廳，因而改建成現今模樣。格局坐東朝西，一樓有大廳一間、小廳兩間在側、大廳後連接主臥與書房、最後是廁所浴室；二樓以神明廳為中心，由兩間臥房、琴房與陽台環繞。
結構上採鋼筋混凝土，內外牆為磚砌，亦搭配人造石塗工法，例如門口番仔花裝飾即是以開模洗石子工法製作，而外牆則以斬石子為主。原本姜阿新採購較高級的觀音石，欲將屋子建成城堡造型，但卻送來北投砂岩石，使他不得不改變主意，讓砂岩石運用在外牆裝飾。屋頂三角桁架為陸樑（當地俗稱牛嬤樑），材料除了使用之前蓋工廠所剩的材料外，還從南庄、大坪等地區採購。受限於1940年代物資缺乏，除了一些材料須利用之前所剩之外，木材修飾手法上還存在許多瑕疵，包含使用螺絲的規格不一、木材顯現出各種裁切技巧等。屋瓦方面，洋樓使用的紅胎文化瓦與當地青灰板瓦、紅色板瓦不同，也跟台灣常用的黑胎文化瓦有所差異。
其洋樓最大的特色在於中西文化的共融，像是室外的半圓拱、凸窗、貝殼與捲草洗石子等元素參考歐洲風格、外牆的石塊則來自北投唭哩岸；室內裝飾材料則使用從林場運來各種木材，再加上仿造歐洲的壁爐布置等，呈現亦中亦西的樣貌。

## 家族
姜阿新是戰後初期新竹北埔姜秀鑾家族重要的領導人之一，其先祖姜秀鑾在道光14年（1834）結合閩粵兩籍人士合組金廣福墾隘，從事竹塹城東南城廂的土地開墾，也建立了新竹北埔姜家的基業。姜秀鑾家族經四代的經營，不僅擁有財力，在地方上也有絕對影響力。:14-16

## 評價
因為姜阿新的事業版圖擴充太快，且其經營不善，轉向民間高利借貸，導致事業出現頹敗而無法挽救，洋樓甚至曾遭到銀行查封的經歷。姜阿新最後被迫遠離北埔家鄉，當時有許多北埔的鄉親都受到牽連，鄉人們也對姜阿新呈現兩極化的評價。

## 獎助與慈善
姜阿新自經營事業開始，便非常重視教育興學，在峨眉鄉捐地興建獅山國小（廢校後改建為獅山遊客中心），捐地停止蔗田耕權，以供北埔國中校址之用，也捐助校園所需的各項資材，重視茶葉技術的傳承以及人才培育，資助北埔在地的青年茶師，前往日本研習製茶技術，姜家後代成立姜阿新文教基金會，除了營運姜阿新洋樓的永續維護，持續辦理大隘三鄉弱勢學童的獎助學金，以繼續姜阿新的慈善精神遺風。